# Laponia
Laponia (también llamada, en sami septentrional: área Sápmi) es una región geográfica de Europa del Norte, que abarca los territorios habitados por los pueblos samis o lapones. Limita por el norte con océano Ártico, por el oeste con el mar de Noruega y por el este, con el mar de Barents. Laponia está dividida entre los estados de Noruega, Suecia, Finlandia y Rusia.

## División
Los territorios lapones de los Estados antes citados son:
- Noruega: condado de Finnmark (hablante) y no hablantes: Troms, Nordland y Nord-Trøndelag. Ciudad principal: Tromsø.

- Suecia: Laponia sueca (Norrbotten y Västerbotten). Ciudades principales: Jokkmokk, Luleå, Umeå, Östersund y Kiruna.

- Finlandia: provincia de Laponia finlandesa (u Österbotten). Ciudad principal: Rovaniemi.

- Rusia: Óblast de Múrmansk. Ciudad principal: Múrmansk.

## Historia

### Cronología
- Siglo I-II: el escritor romano Tácito los llamó fenni.
- Siglo XVI: Laponia se encuentra sometida a los pueblos vecinos, principalmente al Reino de Dinamarca y Noruega.
- Tratados de Täyssinä (1595) y Knäred (1613): Suecia, Dinamarca-Noruega y Rusia se reparten el territorio.
- 1664: el primer extranjero que pisó el cabo Norte, el punto más septentrional de Europa, fue el italiano Francesco Negri,[cita requerida] aunque es muy probable que pescadores noruegos lo hayan hecho antes.
- Siglo XVIII: la colonización sueca de Laponia se intensifica.
- 1732: Carlos Linneo viaja a Laponia. Propone plantar arroz en el extenso terreno, si tan solo se lograra "engañar" a la planta para que creciera como si estuviera en China.[cita requerida]
- 1751: reajuste de fronteras en Finnmark (actual frontera entre fino-noruega) entre Suecia y Dinamarca-Noruega.
- 1809: reajuste de fronteras entre Rusia y Finlandia.

### SigloXX

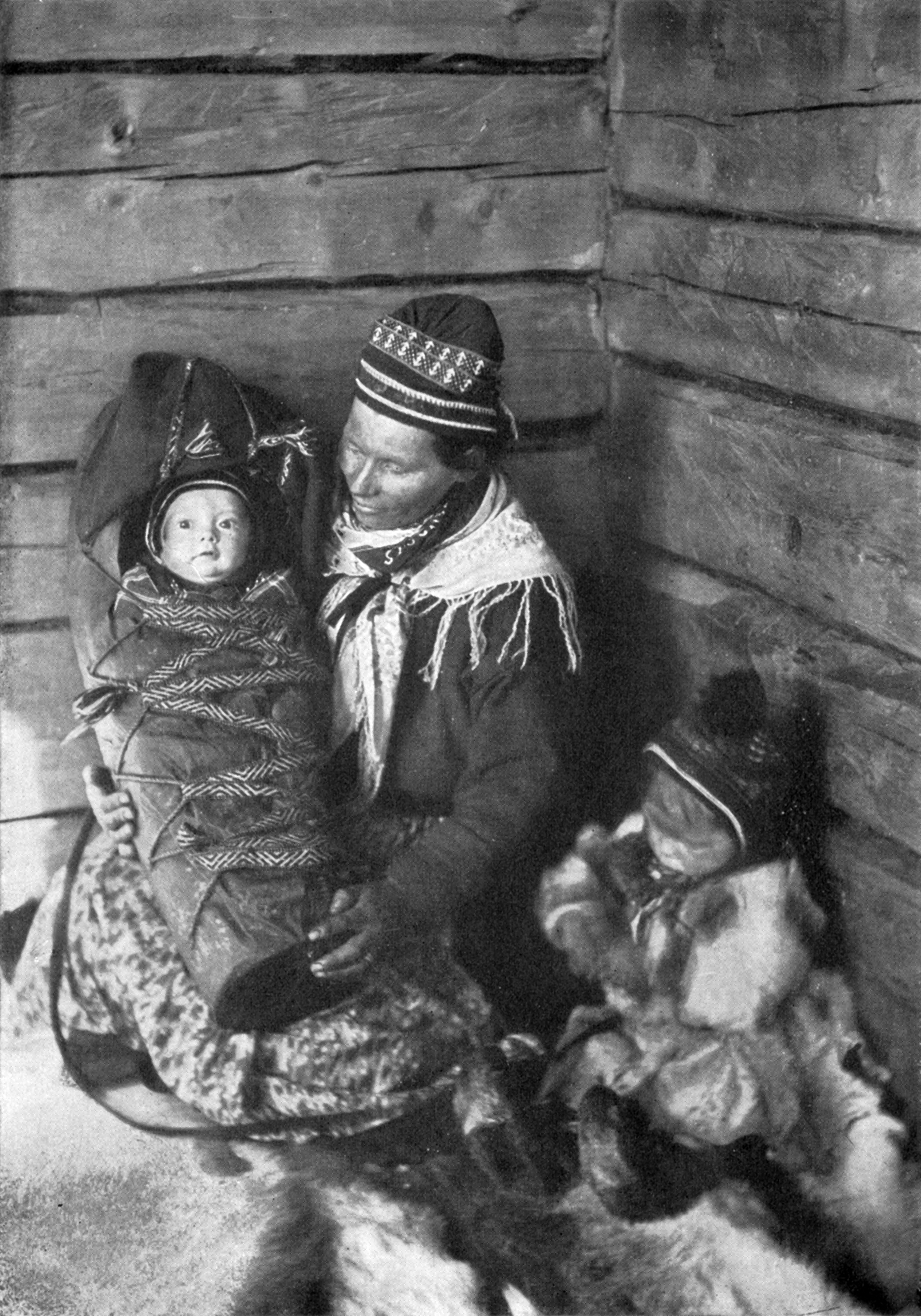
Samis en 1917.

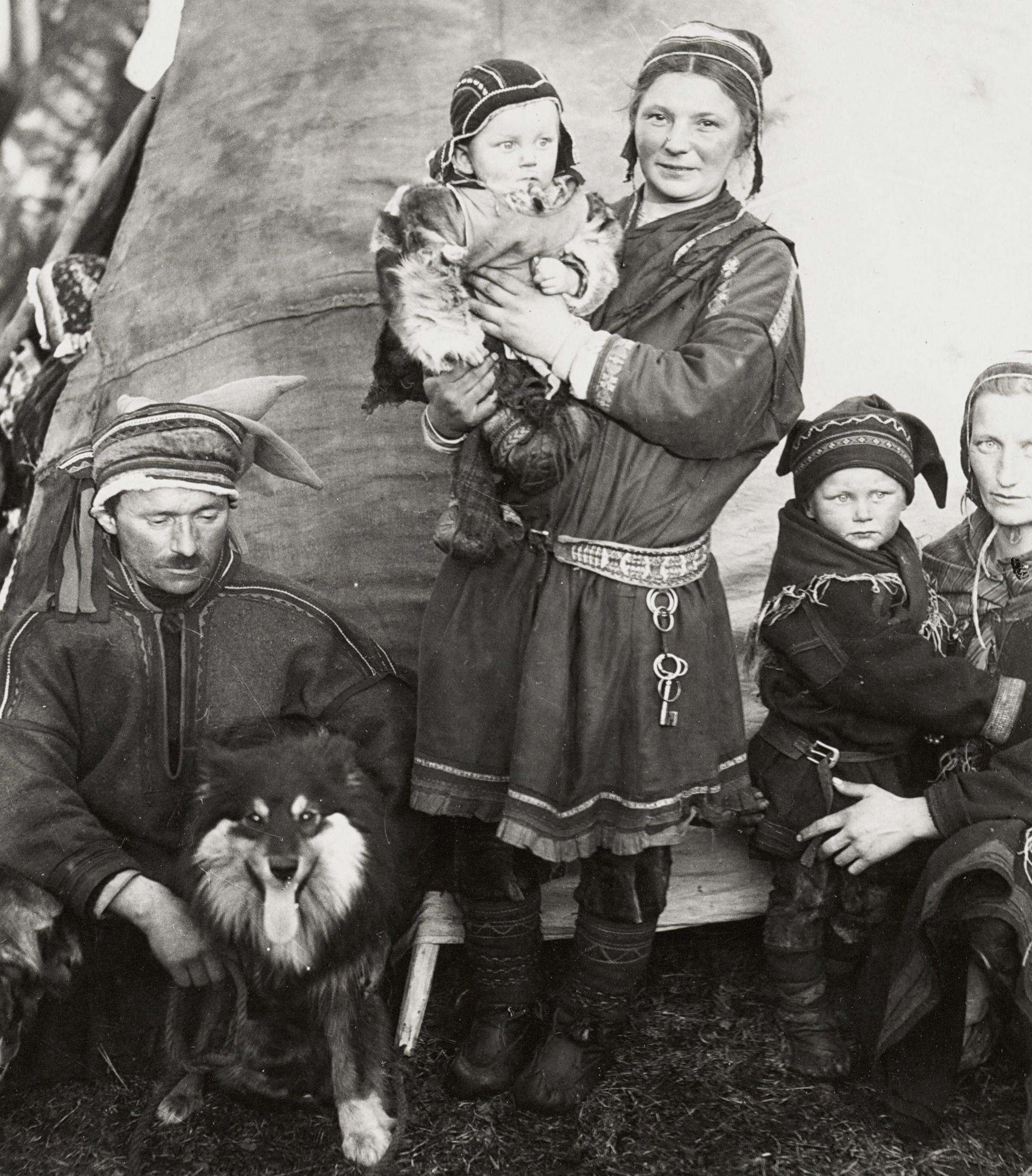
Familia en 1936.

En 1902 se construyó el ferrocarril a Narvik.
Entre 1939 y 1940, durante la guerra de Invierno (en el marco de la Segunda Guerra Mundial), Finlandia perdió a favor de la Unión Soviética la mayor parte de la región de Carelia, al este, y parte de Laponia, al norte.
Con el fin de recuperar estas tierras, Finlandia se alió en 1941 con la Alemania nazi. Poco a poco repobló Carelia, incluidas algunas zonas que habían estado en posesión rusa desde el siglo XVIII. La ofensiva de las fuerzas soviéticas durante la guerra de Laponia (1944-1945) provocó que los finlandeses firmaran un armisticio en Moscú y se enfrentaran a las unidades de montaña alemanas estacionadas en territorio lapón hasta la definitiva paz en la primavera de 1945.
Tras la guerra, Laponia fue devastada y empezaron a explotarse nuevos yacimientos mineros de cobre y níquel. A finales de la década de 1960, se instalaron algunas industrias (químicas, papeleras) y centrales nucleares (como la de Imandra, en la entonces Laponia soviética).
La identidad sami fue reconocida por la creación de foros particulares de representación parlamentaria, más como órgano consultivo que legislativo en Noruega (1989), Suecia (1993) y Finlandia (1996).
El 26 de agosto de 1993, el rey de Suecia Carlos XVI Gustavo inauguró el nuevo parlamento de los samis suecos. 
En los años previos, el rey de Noruega pidió públicamente perdón por la opresión infligida históricamente por el Estado noruego a la comunidad sami, antes de la creación del parlamento propio en Noruega.[cita requerida] En el discurso que el rey Harald V de Noruega pronunció durante la inauguración oficial del Sámediggi (Parlamento sami) en 1977, enfatizó que los pueblos sami y noruego forman parte integrante de la sociedad noruega, y se disculpó por el modo en que el pueblo sami fue tratado en el pasado: "El Estado de Noruega se fundó en el territorio de dos pueblos, el sami y el noruego. La historia sami está íntimamente ligada a la noruega. Actualmente, queremos expresar que los noruegos reconocen su pesar en nombre del Estado por la injusticia cometida contra el pueblo sami por la dura política llevada a cabo para su “norueguización”".

## Economía

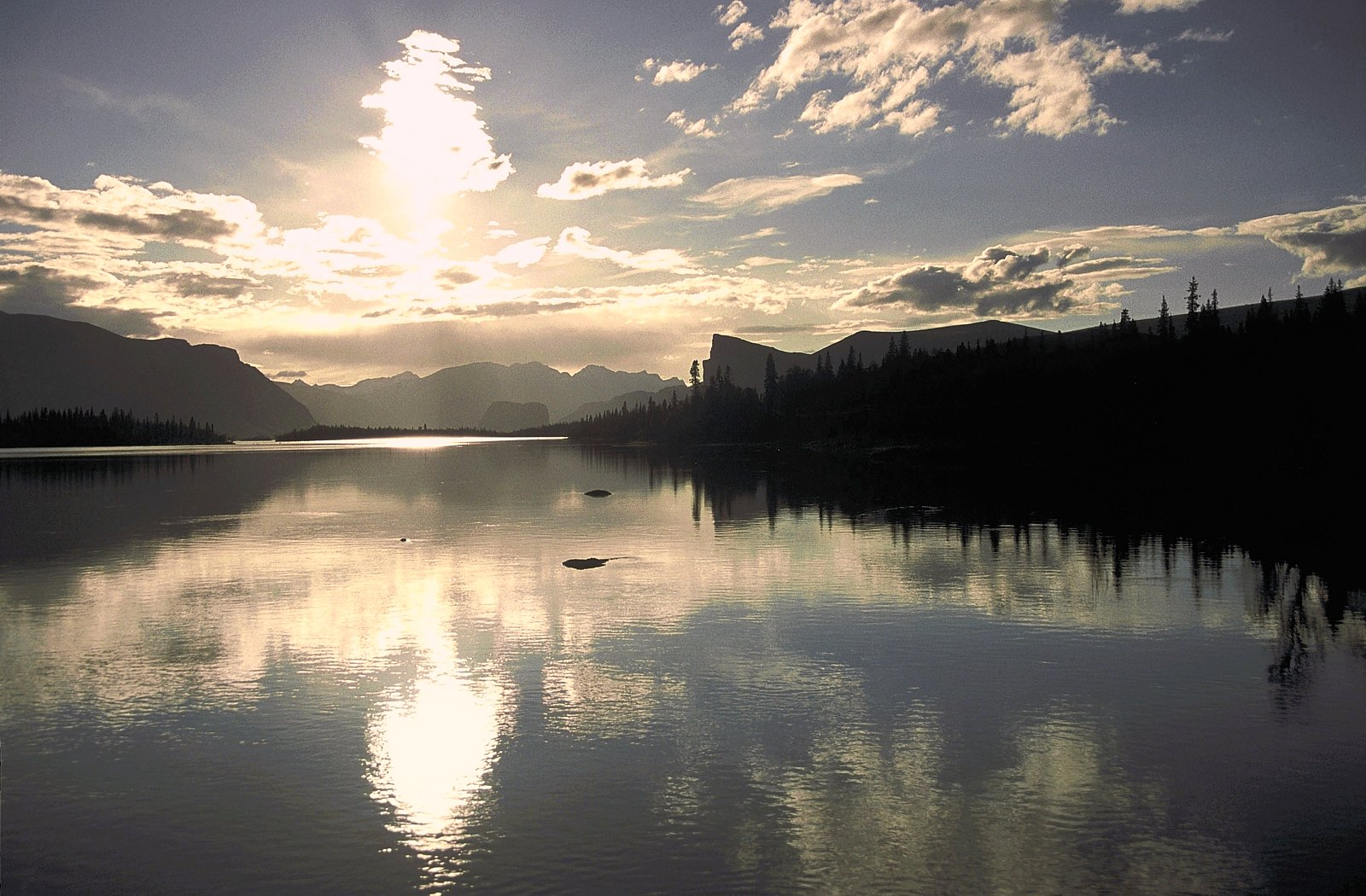
Parque nacional de Sarek.

Los recursos tradicionales para el sustento del pueblo sami incluyen la agricultura, la caza y la pesca, la ganadería y el duodji o la artesanía sami. Progresiva y recientemente, el turismo está formando parte del modo de vida sami. Principalmente en primavera y verano, las rutas guiadas con trineos tirados por huskies o renos, en motocicletas de nieve, se complementan con varias estaciones de esquí modernas y la afluencia turística facilitada por la mejora de las comunicaciones completan los ingresos de la región.
La región ha sido pionera en la implementación de los denominados hoteles iglú de hielo al construir el primero hotel de hielo en la década de 1990 en la localidad sueca de Jukkasjärvi, 200 kilómetros al norte del círculo polar ártico. En la misma década, en la localidad finlandesa de Kakslauttanen, Juhani “Jussi” Eiramo construyó el primer iglú de cristal, cuya principal ventaja era conservar una temperatura ambiente agradable (20-25 °C) y tener cristales transparentes que permitían ver las auroras boreales.

## Cultura
El término "lapón" parece tener connotaciones despectivas para los propios samis, que así prefieren ser conocidos y consideran que son los habitantes de la "región o área Sáapmi".
El idioma sami más hablado cuenta con unos 30 000 hablantes. El resto de los idiomas sami tienen en general menos de 500 hablantes cada uno. Las lenguas sami pertenecen a la familia lingüística ugrofinesa y tienen el mismo origen que el finés y el estonio.
El idioma sami tiene unas 400 palabras para 'reno'. A pesar de ser una lengua muy minoritaria, hay una palabra sami que se ha extendido por todo el mundo: "tundra".
La religión sami tradicional es animista o chamanista. En el animismo, todo elemento de la naturaleza, animal, vegetal y mineral se considera un "alma viviente". Así fue hasta el siglo XVII, cuando se les intentó convertir al cristianismo.
Actualmente, se pone de manifiesto un cierto "renacer" de la cultura sami. Hay grupos de música que están recuperando la música tradicional, así como grupos jóvenes que incorporan rasgos de esa música a corrientes más modernas. 
El festival sami más importante es el de su capital simbólica, en la ciudad noruega de Kautokeino.
El pueblo sami está reconocido como minoría en Suecia, Finlandia, Noruega y Rusia.